# ジミー・フォックス
ジェームス・エモリー・フォックス（James Emory Foxx、1907年10月22日 - 1967年7月21日）はアメリカ合衆国・メリーランド州サドラーズヴィル出身の元プロ野球選手（一塁手）。右投げ右打ち。愛称はダブルX、The Beast。
ベーブ・ルース、ルー・ゲーリッグと並ぶ1930年代の強打者でMLB史上最強の右打者の一人。1951年にアメリカ野球殿堂入りを果たした。

## 経歴
1907年にメリーランド州サドラーズヴィルの農家に生まれ天性の腕っぷしを見込まれ、14歳のころから1日1ドルの報酬で地元のセミプロ球団でプレイをしていたらしいという。
1925年にMLBのフィラデルフィア・アスレチックスに入団。その年に17歳でMLBデビューを果たす。
入団時は捕手だったが内野手に転向した1928年から長打力が開花。「彼ほど速い打球を飛ばせる選手はいなかった」とオールドファンに言われるほどで、目にも止まらぬスピードで突き刺さるような本塁打を数多く放った。
アル・シモンズとの3、4番コンビで1929年から1931年のアメリカンリーグ優勝（1929年・1930年はワールドシリーズ制覇）に貢献した。
1932年は当時史上3位の58本塁打と当時史上7位の169打点を挙げ、本塁打王と打点王の二冠を獲得し、MVPを受賞。この年は8月までは60本塁打を放った1927年のベーブ・ルースを抜くペースで本塁打を量産していたが、9月4日から19日までの14試合で2本塁打しか上乗せする事が出来なかった。人々は「ルースの記録のプレッシャーさ」と口にしたが、親しい記者は伊東一雄に「実はフォックスは9月に入ってから直ぐ、家の中を整理しようと脚立に上がっていた時、それが壊れて高い所から落ち、右手首を痛め、長期間フルスイングが出来なかったからだ」と語ったという。最後の5試合で5本塁打打っても結局58本塁打に終わった。野球史家のブレッド・リーブはルースの現役時代はなかったスポーツマンズ・パークのフェンス最上部の金網を直撃する打球を5本放っていた。そのため当時のMLB記録の60本塁打を上回る実質63本塁打と主張している。また、他にもノーゲームとなった試合で2本塁打を放っている。
翌1933年は首位打者も加え史上6人目の三冠王となって2年連続MVPに輝いた。しかしシーズン終了後、球団は金銭面で優遇せず、オーナー兼監督のコニー・マックは過度に物惜しんだために年俸を16,333ドルから12,000ドルへ減俸されそうになった。フォックスは激怒したが、18,000ドルで妥協した。
1934年はルー・ゲーリッグに敗れ本塁打王を逃す。この年全米選抜チームの一員として来日し、沢村栄治とも対戦している。この時の沢村の伝説でもある「全米軍のクリーンナップを4連続三振」に名を連ねた1人である。翌1935年には再び本塁打王を獲得。
1936年にボストン・レッドソックスにトレードで移籍。
1938年には自己最多の175打点を記録し、首位打者、打点王の二冠を獲得して3度目のMVP。
1939年には4度目の本塁打王を獲得する。
1940年まで12年連続30本塁打、100打点以上を続けていた。
しかし、1941年以降からアルコール依存症、不眠症を患い成績が下降。翌1942年途中にシカゴ・カブスに放出された。
現役最終年となった1945年はフィラデルフィア・フィリーズへ移籍。戦争中で投手不足のために9試合に登板した。
1951年に全米野球記者協会の選考により、アメリカ野球殿堂入り。なお、フォックスの殿堂のプレートは一番在籍が長かったアスレチックスでなく、レッドソックスの帽子を被っている。
1952年、衰退期の全米女子プロ野球リーグに招かれ、フォートウェイン・デイジーズの監督に就任している。そのため、全米女子プロ野球リーグを描いた映画『プリティ・リーグ』でトム・ハンクス演じたジミー・ドゥーガン監督のモデルとなっている。
陽気な性格でテッド・ウィリアムズなど後輩選手の面倒見が良かったことで知られる。お金には無頓着であり、現役時代は遠征先（2人部屋が普通だった）のホテルでは、食事や電話、クリーニング代など全てを自分が払うという気前の良さで、引退した後にはゴルフ場開発に全てを投資して失敗してしまった。晩年はフロリダ州に移住して、失業保険などで生活していたと言われている。
1967年7月21日、兄弟と食事中に食物が喉に詰まり窒息、病院に運ばれたが対応の失敗がもとで死去。59歳だった。

## 選手としての特徴
フォックスのパワーは現役当時、天下無双と呼ばれるほどで、アスレチックス時代のチームメイトのモー・バーグはフォックスを「人類史上最強の二頭筋をもった男」と評した。また、フォックスを最大の天敵と恐れたレフティ・ゴメスは「あいつは髪の毛まで筋肉でできている」と嘆いた。ゴメスは、フォックスを打席に迎えたとき捕手のサインに首を振り続け、捕手に「何が投げたいんだ」と聞かれると「投げられる球が無いんだ」と答えたという。
通算534本塁打は歴代19位。引退当時はルースに次ぐ2位の記録であった。30代半ば以降アルコールに溺れなければベーブ・ルースの通算本塁打記録を抜いていたとも言われる。実際、2007年8月4日にアレックス・ロドリゲスに抜かれるまで通算500本塁打の史上最年少記録を持っていた。スイングスピードの速さによるバットコンタクト能力もあったため、全盛期は幾度も首位打者を争う高打率を残していた。
有名な逸話として、当時のキャッチャーはフォックスのファウルボールは、焦げたような匂いがしたという。後年、ミッキー・マントルにも同じ逸話があり、フォックス、マントルともにパワーを持ち合わせたスラッガーだった。
欠点としては三振は多く、通算7度の三振王になっていることが挙げられる。しかし、決してフリースインガーではなく、1932年からの7年連続を含む通算11度の90四球以上と通算12度の規定打席到達での出塁率4割以上を記録していることから欠点を補って余りある高い選球眼を併せ持っていたことが窺える。

## 詳細情報

### 年度別打撃成績
| 年 度      | 球 団      | 試 合 | 打 席 | 打 数 | 得 点 | 安 打 | 二 塁 打 | 三 塁 打 | 本 塁 打 | 塁 打 | 打 点 | 盗 塁 | 盗 塁 死 | 犠 打 | 犠 飛 | 四 球 | 敬 遠 | 死 球 | 三 振 | 併 殺 打 | 打 率 | 出 塁 率 | 長 打 率 | O P S |
| ---------- | ---------- | ----- | ----- | ----- | ----- | ----- | -------- | -------- | -------- | ----- | ----- | ----- | -------- | ----- | ----- | ----- | ----- | ----- | ----- | -------- | ----- | -------- | -------- | ----- |
| 1925       | PHA        | 10    | 9     | 9     | 2     | 6     | 1        | 0        | 0        | 7     | 0     | 0     | 0        | 0     | --    | 0     | --    | 0     | 1     | --       | .667  | .667     | .778     | 1.445 |
| 1926       | PHA        | 26    | 35    | 32    | 8     | 10    | 2        | 1        | 0        | 14    | 5     | 1     | 0        | 2     | --    | 1     | --    | 0     | 6     | --       | .313  | .333     | .438     | .771  |
| 1927       | PHA        | 61    | 146   | 130   | 23    | 42    | 6        | 5        | 3        | 67    | 20    | 2     | 1        | 1     | --    | 14    | --    | 1     | 11    | --       | .323  | .393     | .515     | .908  |
| 1928       | PHA        | 118   | 473   | 400   | 85    | 131   | 29       | 10       | 13       | 219   | 79    | 3     | 9        | 12    | --    | 60    | --    | 1     | 43    | --       | .328  | .416     | .548     | .964  |
| 1929       | PHA        | 149   | 638   | 517   | 123   | 183   | 23       | 9        | 33       | 323   | 118   | 9     | 7        | 16    | --    | 103   | --    | 2     | 70    | --       | .354  | .463     | .625     | 1.088 |
| 1930       | PHA        | 153   | 673   | 562   | 127   | 188   | 33       | 13       | 37       | 358   | 156   | 7     | 7        | 18    | --    | 93    | --    | 0     | 66    | --       | .335  | .429     | .637     | 1.066 |
| 1931       | PHA        | 139   | 593   | 515   | 93    | 150   | 32       | 10       | 30       | 292   | 120   | 4     | 3        | 4     | --    | 73    | --    | 1     | 84    | --       | .291  | .380     | .567     | .947  |
| 1932       | PHA        | 154   | 701   | 585   | 151   | 213   | 33       | 9        | 58       | 438   | 169   | 3     | 7        | 0     | --    | 116   | --    | 0     | 96    | --       | .364  | .469     | .749     | 1.218 |
| 1933       | PHA        | 149   | 670   | 573   | 125   | 204   | 37       | 9        | 48       | 403   | 163   | 2     | 2        | 0     | --    | 96    | --    | 1     | 93    | --       | .356  | .449     | .703     | 1.153 |
| 1934       | PHA        | 150   | 652   | 539   | 120   | 180   | 28       | 6        | 44       | 352   | 130   | 11    | 2        | 1     | --    | 111   | --    | 1     | 75    | --       | .334  | .449     | .653     | 1.102 |
| 1935       | PHA        | 147   | 649   | 535   | 118   | 185   | 33       | 7        | 36       | 340   | 115   | 6     | 4        | 0     | --    | 114   | --    | 0     | 99    | --       | .346  | .461     | .636     | 1.096 |
| 1936       | BOS        | 155   | 693   | 585   | 130   | 198   | 32       | 8        | 41       | 369   | 143   | 13    | 4        | 2     | --    | 105   | --    | 1     | 119   | --       | .338  | .440     | .631     | 1.071 |
| 1937       | BOS        | 150   | 673   | 569   | 111   | 162   | 24       | 6        | 36       | 306   | 127   | 10    | 8        | 4     | --    | 99    | --    | 1     | 96    | --       | .285  | .392     | .538     | .929  |
| 1938       | BOS        | 149   | 685   | 565   | 139   | 197   | 33       | 9        | 50       | 398   | 175   | 5     | 4        | 1     | --    | 119   | --    | 0     | 76    | --       | .349  | .462     | .704     | 1.166 |
| 1939       | BOS        | 124   | 563   | 467   | 130   | 168   | 31       | 10       | 35       | 324   | 105   | 4     | 3        | 5     | --    | 89    | --    | 2     | 72    | 17       | .360  | .464     | .694     | 1.158 |
| 1940       | BOS        | 144   | 618   | 515   | 106   | 153   | 30       | 4        | 36       | 299   | 119   | 4     | 7        | 2     | --    | 101   | --    | 0     | 87    | 18       | .297  | .412     | .581     | .993  |
| 1941       | BOS        | 135   | 582   | 487   | 87    | 146   | 27       | 8        | 19       | 246   | 105   | 2     | 5        | 2     | --    | 93    | --    | 0     | 103   | 21       | .300  | .412     | .505     | .917  |
| 1942       | BOS        | 30    | 120   | 100   | 18    | 27    | 4        | 0        | 5        | 46    | 14    | 1     | 0        | 0     | --    | 18    | --    | 2     | 15    | 1        | .270  | .392     | .460     | .852  |
| 1942       | CHC        | 70    | 227   | 205   | 25    | 42    | 8        | 0        | 3        | 59    | 19    | 0     | --       | 0     | --    | 22    | --    | 0     | 55    | 9        | .205  | .282     | .288     | .570  |
| '42計      | CHC        | 100   | 347   | 305   | 43    | 69    | 12       | 0        | 8        | 105   | 33    | 1     | 0        | 0     | --    | 40    | --    | 2     | 70    | 10       | .226  | .320     | .344     | .664  |
| 1944       | CHC        | 15    | 22    | 20    | 0     | 1     | 1        | 0        | 0        | 2     | 2     | 0     | --       | 0     | --    | 2     | --    | 0     | 5     | 0        | .050  | .136     | .100     | .236  |
| 1945       | PHI        | 89    | 248   | 224   | 30    | 60    | 11       | 1        | 7        | 94    | 38    | 0     | --       | 1     | --    | 23    | --    | 0     | 39    | 3        | .268  | .336     | .420     | .756  |
| 通算：20年 | 通算：20年 | 2317  | 9670  | 8134  | 1751  | 2646  | 458      | 125      | 534      | 4956  | 1922  | 87    | 73       | 71    | --    | 1452  | --    | 13    | 1311  | 69       | .325  | .428     | .609     | 1.038 |

- 各年度の太字はリーグ最高

### タイトル
- 首位打者：2回（1933年、1938年）
- 本塁打王：4回（1932年、1933年、1935年、1939年）
- 打点王：3回（1932年、1933年、1938年）

### 表彰
- シーズンMVP：3回（1932年、1933年、1938年）
- 三冠王：1回（1933年）
- オールスター選出：9回（1933年～1941年）
- MLBオールセンチュリー・チームにノミネート（1999年）
- アスレチックスフランチャイズ・フォーに選出 (2015年)

### 記録
- 史上2人目の通算500本塁打
- 通算出塁率.428：歴代10位
- 通算長打率.609：歴代4位
- 通算OPS1.038：歴代5位
- 通算打点1922：歴代10位
- シーズン本塁打58(1932年)：歴代11位タイ
- シーズン打点175(1938年)：歴代4位

#### アスレチックス球団記録
- 歴代1位(通算出塁率、通算長打率、通算OPS、通算塁打数、シーズン長打率、シーズンOPS、シーズン塁打数、シーズン本塁打、シーズン打点)
- 歴代2位(通算打率、通算本塁打、通算打点、シーズン得点)
- 歴代3位(シーズン出塁率)

#### レッドソックス球団記録
- 歴代1位(シーズン打点)
- 歴代2位(通算出塁率、通算長打率、通算OPS、シーズン塁打数、シーズン本塁打)
- 歴代3位(シーズン長打率)